# 1460

## Události
- 17. dubna město Plzeň koupilo blízkou ves Bolevec, aby na jejích pozemcích založilo soustavu rybníků
- v Praze se začaly na univerzitě provádět pitvy
- založena univerzita v Bazileji
- Portugalci objevili Sierru Leone, odkud dováželi do Evropy koření.

### Probíhající události
- 1454–1466 – Třináctiletá válka
- 1455–1487 – Války růží

## Narození
Česko
- Viktorin Kornel ze Všehrd, český spisovatel a právník († 21. září 1520)

Svět
- ? – Gerard David, holandský malíř († 13. srpna 1523)
- ? – Jean de Montalais, francouzský šlechtic
- ? – León Hebreo, španělský humanista († 1535)
- ? – Rodrigo de Bastidas, španělský mořeplavec († 28. června 1527)
- ? – Lorenzo Costa, italský renesanční malíř († 5. března 1535)
- ? – Pierre de La Rue, franko-vlámský renesanční skladatel († 20. listopadu 1518)
- ? – Čou Čchen, čínský malíř († 1535)
- ? – Ču Jün-ming, čínský kaligraf, básník a esejista († 1526)
- ? – Tilman Riemenschneider, německý sochař a řezbář († 7. července 1531)
- ? – John Skelton, britský satirik a básník († 21. června 1529)
- ? – Bernhard Strigel, německý malíř pozdní gotiky a rané renesance († 4. května 1528)
- ? – Ferahşad Hatun, manželka osmanského sultána Bajezida II. († 1530)
- ? – Gevherhan Sultan, osmanská princezna a dcera sultána Mehmeda II. († 1477)

## Úmrtí
- 29. února – Albrecht III. Bavorský, bavorsko-mnichovský vévoda (* 27. března 1401)
- 3. srpna – Jakub II. Skotský, král skotský (* 16. října 1430)
- 13. listopadu – Jindřich Mořeplavec, portugalský princ, podporovatel objevitelských cest a námořního obchodu (* 1394)
- 20. listopadu – Gilles Binchois, burgundský hudební skladatel a spoluzakladatel franko-vlámské školy (* kolem 1400)
- 30. prosince – Richard Plantagenet, 3. vévoda z Yorku, anglický princ a státník (* 1411)
- 31. prosince – Richard Neville, yorský vojevůdce v počátečním období válek růží (* 1400)
- ?
  - Kao Ku, politik čínské říše Ming (* 1391)
  - Chajim ben Juda íbn Musá, židovský lékař a myslitel (* 1380)

## Hlavy států
- České království – Jiří z Poděbrad
- Svatá říše římská – Fridrich III.
- Papež – Pius II.
- Anglické království – Jindřich VI.
- Francouzské království – Karel VII.
- Polské království – Kazimír IV. Jagellonský
- Uherské království – Matyáš Korvín
- Litevské knížectví – Kazimír IV. Jagellonský
- Chorvatské království – Matyáš Korvín
- Portugalsko – Alfons V. Portugalský
- Kastilie – Jindřich IV. Kastilský
- Dánsko – Kristián I. Dánský
- Norsko – Kristián I. Dánský
- Švédsko – Kristián I. Dánský